# A4Tech
A4Tech Corporation, Ltd – tajwańskie przedsiębiorstwo założone w 1987 roku.
A4Tech produkuje sprzęt peryferyjny do komputerów oraz sprzęt multimedialny – m.in. głośniki, klawiatury, myszy, kamery internetowe. W 2006 roku przedsiębiorstwo wprowadziło na rynek serię myszek dla graczy – X7. Ich znakiem rozpoznawczym był przycisk „3xFire”.
Filie firmy znajdują się w Chinach, Niemczech, Stanach Zjednoczonych i Wielkiej Brytanii. A4Tech zatrudnia ponad 3000 pracowników.